# Station Września
Station Września is een spoorwegstation in de Poolse plaats Września.